# Casa turcească din Timișoara
Casa turcească (Casa Dissel) este o clădire din Timișoara, aflată pe strada Evlia Celebi (fostă Păltiniș) nr. 2, cartierul Elisabetin. Este monument istoric, cod LMI TM-II-m-A-06158. Este considerată una dintre cele mai vechi case din Timișoara și cea mai veche din zona Non Aedificandi a cetății.

## Istoric
Legenda afirmă că ar fi fost construită în secolele al XVI-lea – al XVII-lea, fiind singura casă rămasă de pe vremea Pașalâcului Timișoara, motiv pentru care în monografiile despre Timișoara este numită „Casa turcească”. Tot legenda afirmă că aici ar fi fost haremul unui pașă, iar din pivniță ar pleca tuneluri spre cetate și spre Belgrad sau Petrovaradin.
Expertiza din 1990 a arh. Vasile Oprișan a constatat că atât tipul cărămizilor folosite la construcție, cât și dimensiunea fundațiilor respectă normele austriece din secolul al XVIII-lea. De fapt, este casa căpitanului inginer Kaspar Dissel (sau Distel), una dintre primele trei case construite în zona actualului cartier Elisabetin după cucerirea cetății în 1716 de către habsburgi. Pe planurile din 1734 nu apare nicio clădire în zona Elisabetin. Pe planurile din 1746, în afară de casa lui Dissel, în zonă mai apar Capela Rosalia, ridicată între anii 1739–1740 și demolată în anii 1960, care era amplasată cam pe locul actualei străzi Sfânta Rosalia și „Cambiatura”, locul unde se schimbau caii de poștă, la sud de casa lui Dissel. Este singura care se mai păstrează dintre cele trei construcții.
În perioada 1759–1763 a aparținut călugărilor mizericordieni.

## Descriere
Casa este construită în stil oriental, având trei niveluri: subsol (pivniță), parter și etaj. Deși legenda afirmă că ar fi fost construită peste vechea pivniță turcească cu bolți, expertiza a demonstrat că atât subsolul, cât și restul casei au o construcție unitară și sunt construite din aceleași materiale.